# Whangarei
Whangarei er den nordligste by i New Zealand og regionshovedstad i Northern Region. Den er en del af Whangarei Distrikt, et lokalområde oprettet i 1988 bestående af selve byen og dens opland. Byen havde i juni 2016 et estimeret indbyggertal på 56.400, mens distriktet havde 85.900 indbyggere i 2015. Byen Whangarei er spredt ud over et større areal i dalene i området.

## Kendte personer fra Whangarei
- Keith Urban, countrymusiker
- Laura Dekker, nederlandsk solojordomsejler, født på en båd i havnen
- Jack Marshall, politiker og premierminister